# Église de la Sainte-Trinité (Parijs)
De Église de la Sainte-Trinité (Kerk van de Heilige Drie-eenheid) is een kerk in de Franse hoofdstad Parijs, gesitueerd in het 9e arrondissement op het Place d'Estienne-d'Orves, aan het einde van de Rue Blanche en langs de verlenging van de Rue Saint-Lazare en de Rue de la Chaussée d'Antin. De laatste is zo aangelegd dat men vanaf de kerk zicht heeft op de Opéra Garnier. De kerk is toegewijd aan de heilige Drie-eenheid.

## Geschiedenis
Het gebouw is ontworpen door de architect Théodore Ballu. De bouw, in opdracht van baron Haussmann, duurde zes jaar, en ondanks de weelderige decoratie lagen de kosten uitzonderlijk laag - iets minder dan 4 miljoen frank. Het gebouw is er niet minder indrukwekkend om.
Voor de bouw van de kerk was op deze locatie een beroemd restaurant te vinden, het La Grande Pinte. De kerk is de naamgever van het metrostation Trinité.

### Tijdlijn
- 1861: Begin van de bouw

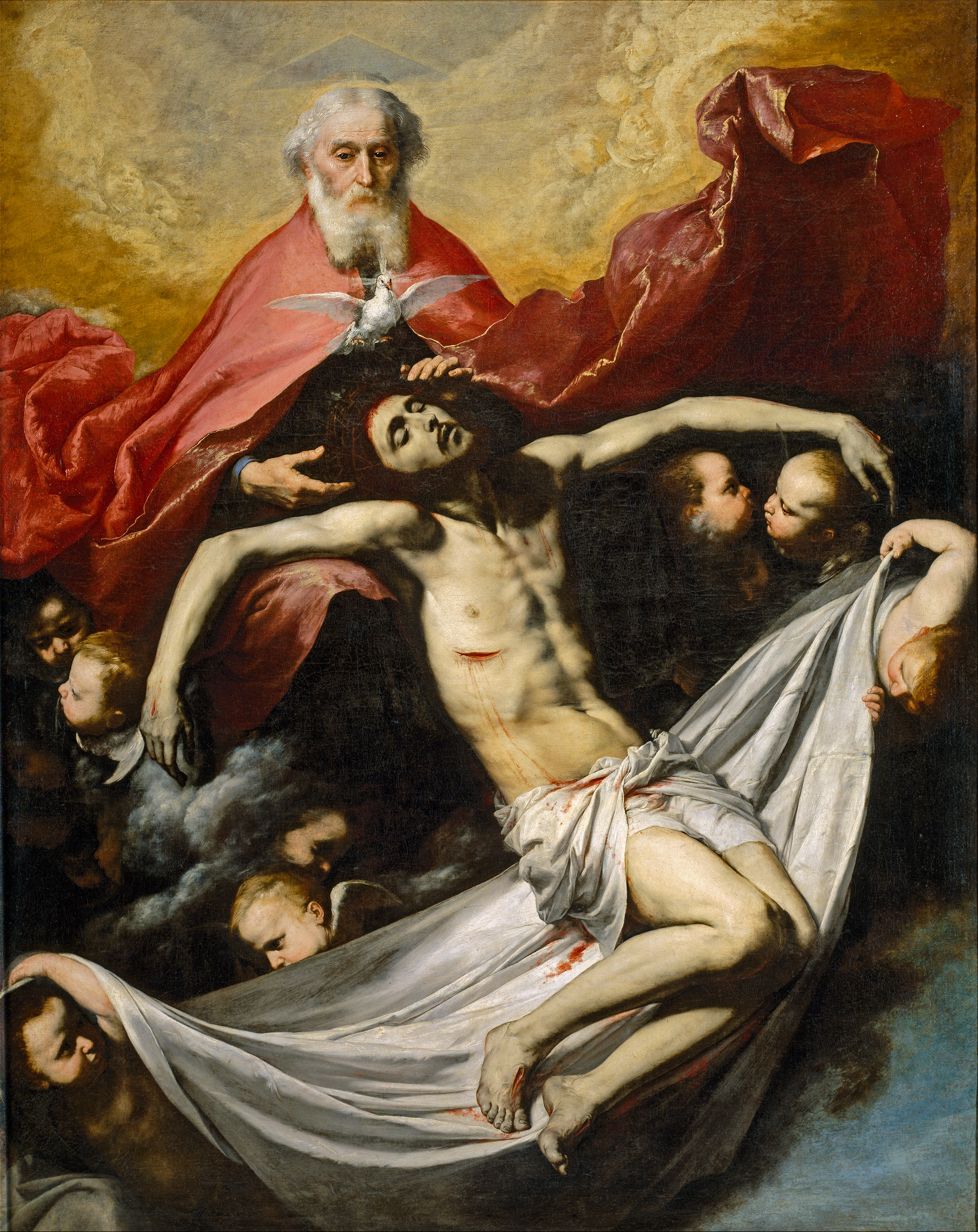
De heilige drie-eenheid

- 1867: Voltooiing van de bouw - inwijding datzelfde jaar
- 11 maart 1869: Uitvaart van Hector Berlioz
- 1913: Inzegening
- 1931: Olivier Messiaen wordt de organist van de parochie, tot aan zijn dood in 1992.
- 1986: De parochie is de eerste in Frankrijk om opgenomen te worden in de Gemeenschap Emmanuel

### Orgels
- 3 klavieren en pedalen ;
- 60 orgelregisters ;
- Elektrische aandrijving van de klavieren en registers ;

Het oorspronkelijke orgel werd gebouwd in 1869 door Aristide Cavaillé-Coll. Het instrument had het echter zwaar te verduren tijdens de Commune van Parijs, en Cavaillé-Coll moest het compleet heropbouwen. Het werd onder andere bespeeld door Alexandre Guilmant, de bekende componist, die een groot deel van zijn werk op de grote orgels van de kerk heeft gecomponeerd. Hij werd in 1901 opgevolgd door Charles Quef, die op zijn beurt in 1931 werd opgevolgd door Olivier Messiaen. Van 1992 tot 2008 was Naji Hakim organist van deze kerk, daarna opgevolgd door Loïc Mallié.

### Artiesten
Dit is een (incomplete) lijst van kunstenaars die bij hebben gedragen aan de decoratie van de Sainte-Trinité.
- Félix-Joseph Barrias
- Jean-Jules-Antoine Lecomte du Nouy
- Eugène-Louis Lequesne
- Aristide Cavaillé-Coll

- Francisque Joseph Duret
- Charles-Alphonse-Achille Gumery
- Désiré François Laugée